# Lino Binel
 (octobre 2024).
Si vous disposez d'ouvrages ou d'articles de référence ou si vous connaissez des sites web de qualité traitant du thème abordé ici, merci de compléter l'article en donnant les références utiles à sa vérifiabilité et en les liant à la section « Notes et références ».
Lino Binel, né le 14 décembre 1904 à Champdepraz et mort le 27 décembre 1981 à Aoste, est une personnalité valdôtaine, ingénieur et autonomiste. Il fut une des figures les plus importantes de l'antifascisme valdôtain.

## Biographie

### Le village de Viéring
Dans ses souvenirs, Lino Binel fait souvent référence à Viéring, le village de la commune de Champdepraz où il naît le 15 décembre 1904 et où il retourne chaque fois que cela lui fut possible, au cours de son existence. De fait Viéring fut son pays natal dans le sens le plus profond du terme. Il y passe, avec ses frères et sœurs, les toutes premières années de son enfance ; là, où les paysans et les ouvriers payaient le prix d'un décollage économique combien lent et tardif, il a l'occasion de connaître de près les problèmes du monde du travail, côtoyant les hommes de la mine de Champdepraz, dont Pierre Binel, son père, était vice-directeur, les paysans du bourg et les bergers des Alpes pennines. Il fait ses premières ascensions sur le Mont Avic avec Amilcar Crétier, prélude d'une passion pour la montagne qui fera de lui, en solide amitié avec son cousin, un alpiniste d'exception par son adresse et son audace, destiné à devenir membre du Club alpin académique italien.
C'est à Viéring qu'il commence à nourrir un intérêt parmi d'autres pour l'architecture rurale - l'expression la plus immédiate de la culture matérielle du monde paysan valdôtain - lequel demeure une constante toute sa vie, et affinée, avec le temps, par sa formation professionnelle ; un intérêt destiné à croître et qu'une fois devenu ingénieur, il sait le conjuguer, d'une façon absolument naturelle, à une conception de l'urbanistique et de l'architecture extrêmement avancée et ouverte à la rénovation.
C'est à Viéring, pendant la Résistance qu'il rencontre Aurelio Peccei, qui avait activement participé à l'organisation du Comité de libération nationale du Piémont et qui le met en contact avec Paolo Braccini (it), qui dans ce même comité représente le Parti d'action. À Viéring, quand il avait sept ans à peine, meurt sa mère, Graziella Vallino. C'est à la suite de cette perte qu'il doit quitter la maison paternelle pour aller faire ses études à Aoste. Dans le chef-lieu valdôtain, où il vit jusqu'à l'obtention du baccalauréat, il trouvera, avec ses frères, chez Maria Crétier, une hôtesse généreuse, sincèrement liée à la famille Binel, et dans la maison de Giuseppe Torrione, son compagnon d'école, un climat d'amitié cordiale.

### Les années d'études à Aoste et à Milan
Il étudia au Lycée d'Aoste où il connaît la poétesse arpitane Eugénie Martinet. En 1920, il obtient son baccalauréat, ayant parmi ses compagnons de classe Émile Chanoux, avec qui il partagera, quelques années plus tard, l'expérience du militantisme au sein du mouvement régionaliste et antifasciste de la Jeune Vallée d'Aoste, et dans les diverses phases de conspiration qui culmineront dans l'organisation de la résistance armée. Chanoux et Binel en furent des protagonistes de premier plan, jusqu'au 18 mai 1944 où tous deux sont arrêtés et torturés par les fascistes, responsables de la mort du premier et de la déportation du second.
Une fois terminé le lycée classique, Lino Binel s'inscrit initialement à la Polytechnique de Turin mais continue finalement ses études à l'École polytechnique de Milan, où en 1933, il obtient son diplôme d'ingénieur. Cette cité, la métropole cosmopolite de Milan, fait cohabiter en lui la recherche et l'expérience d'une dimension régionale voulant être l'expression d'une lutte d'émancipation et de libération d'un peuple, pour l'heure opprimé par le fascisme, d'une culture de la civilisation alpine, que ses expériences, lectures et engagements politiques ont fortement enraciné en lui. Cette expérience l'incite à élargir davantage le spectre des problèmes et des perspectives de lutte politique.
Encore une fois, la présumée polarité entre la culture alpine et la culture urbaine se résout chez Binel, dans une expérience d'éléments complémentaires, et non simplement superposés ou opposés, à partir desquels il sait tirer des motivations positives pour une conception éclairée d'un progrès qui ne soit pas seulement une crise de la tradition. Il adhère en 1927 à la Jeune Vallée d'Aoste, une organisation régionaliste et antifasciste valdôtaine.
Binel, durant ces années, quitte à prolonger ses études et à retarder sa propre carrière, recherche un équilibre difficile entre l'assiduité aux cours universitaires, la passion pour l'alpinisme - il emploie une grande partie de son temps dans des ascensions dans lesquelles ils se risque avec une audace qui frôle l'insouciance - le militantisme actif au sein de la Jeune Vallée d'Aoste - au sein de laquelle s'éclaircit davantage pour lui le choix du fédéralisme contre ses antithèses, le centralisme de l'État bureaucratique et les dégénérations autoritaires du fascisme - la participation aux cercles milanais antifascistes et à une cellule communiste, où il arrive avec un bagage significatif d'auteurs variés, de Gramsci, Cattaneo à Lénine et Ferrari, tant est forte son exigence de donner aussi à son engagement fédéraliste des significations précises en matière de justice sociale. Et la maison des Dolchi-Martinet, qui s'ouvre généreusement aux jeunes étudiants, est celle dans laquelle autour d'Eugénie Martinet, qui avait dédié ses vers de Eun freustapot et de Primo dono à Clémentine Binel, la sœur de Lino prématurément disparue, de Sergio Solmi, de Marcello Sporn, de Giansiro Ferrata (it), se rassemblent bien des intellectuels du Milan démocrate et progressiste.
Études, alpinisme, discussions politiques, activité clandestine, débat intellectuel semblent les cartes diverses d'une maturation individuelle, civile et politique, dans laquelle le désir de savoir et d'agir s'opposent à une société toujours plus paralysée par les rigidités fascistes. En réalité, elles sont pour Binel des éléments extrêmement cohérents, propices à exprimer sa vocation libertaire, capable d'établir un projet défini comme celui de la libération de la Vallée d'Aoste, dans une perspective de palingénésie générale de l'Europe, des classes et des peuples opprimés.

### Le retour à Aoste
Une fois obtenu son diplôme d'ingénieur civil en 1933, il retourne en Vallée d'Aoste en autonomiste convaincu et exerce une grande influence sur les jeunes de la région, qui l'admiraient aussi pour ses prouesses d'alpinistes (un pic du massif du Mont-Blanc porte le nom de Binel). En 1926, il gravit notamment la face nord-est de la Grivola dans le massif du Grand-Paradis et, en 1929, la face sud-est du Mont Maudit dans le massif du Mont-Blanc par la voie des Italiens ou voie Crétier. 
En 1935, il participe avec les architectes Aiace Astori, Mario Carena, Ferrucio Colombo et Ferrucio Togni, à un concours national organisé par la Commune d'Aoste pour la présentation d'un plan régulateur de la cité : le projet présenté obtiendra le premier prix ex æquo.
C'est par cette importante porte d'entrée que Binel entame sa propre carrière professionnelle qui le portera, d'ici à quelques années, à occuper la charge de responsable de l'Office technique de la Commune d'Aoste et à représenter la catégorie des ingénieurs dans certaines commissions instituées par l'Administration provinciale.
Mais à côté de son activité professionnelle, qui liera, entre autres, son nom à celui de l'architecte Morbelli, avec qui en 1941, il s'occupera du nouveau projet relatif aux zones de monument du plan régulateur d'Aoste de 1937 et qui l'emploiera en 1953 dans la réalisation d'un plan pour le développement de la cuvette de Breuil, Binel entame, par un choix non-fortuit, l'enseignement aux travailleurs siégeant sur les bancs de l'école de dessin (école voulue par la Société des œuvres de secours mutuel d'Aoste) et parmi les élèves de l'école de formation professionnelle.
En 1941, il épouse Giovanna de Haro qui, arrêtée en mai 1944 en même temps que son mari, subira une incarcération de quinze jours, reddition pénible non seulement à cause des interrogatoires du Questeur Mancinelli et des hommes de la Gestapo, qui espéraient lui faire révéler les noms et les projets du mouvement de résistance, mais aussi à cause de l'absence totale de nouvelles de la petite Lucina, née de leur mariage le 8 août 1943.
Il entre en contact avec des milieux antifascistes et fait partie d'une cellule communiste.

### La Résistance
II participe à la Résistance italienne. Membre du Comité de libération nationale, c'est, après le 8 septembre 1943, vers lui que se tournaient les Valdôtains qui voulaient « faire quelque chose ». C'est Binel le premier qui prend contact avec les communistes de la Vallée, qui organise les premières réunions clandestines regroupant hommes de gauche et conservateurs, curés et paysans, aristocrates et employés.

### Arrestations et déportation
Pour s'être trop exposé, il est arrêté par les Allemands en novembre 1943 alors qu'il devait se rendre à une réunion à Chivasso (réunion au cours de laquelle fut signée la Déclaration de Chivasso en décembre 1943). Libéré au bout d'un mois pour Noël, Binel reprend de suite son activité clandestine, mais le 17 mai 1944 il est à nouveau incarcéré en même temps que le notaire Émile Chanoux. Tous deux sont barbarement torturés dans la caserne de la Police fasciste d'Aoste. Chanoux ne peut résister à la torture et meurt le jour d'après, tandis que (grâce à sa constitution robuste), Binel parvient à survivre. Le 13 juin 1944, il réussit même à communiquer à ses compagnons de la Résistance, son transfert le lendemain pour Turin, pour être ensuite déporté en Allemagne. Vu le faible délai à leur disposition, les partisans commandés par Luigi Ravenni ne réussissent pas mener l'assaut contre le train qu'ils avaient projeté et Binel est déporté dans le lager Olga C. (camp pour partisans) de Tatenfus-Baden, où il reste jusqu'à la fin du conflit, réussissant encore une fois à survivre grâce à son endurance physique exceptionnelle.

### L'Après-guerre
Après la Libération, Binel reprend son engagement pour les droits de l'autonomie valdôtaine. Parmi les fondateurs d'Union valdôtaine, il est membre du premier Conseil de la Vallée sous la présidence de Frédéric Chabod, mais après les élections régionales de 1949, il se retire de la politique. Il tente néanmoins de se représenter comme candidat indépendant avec le soutien de la gauche aux élections législatives de 1953, mais n'est pas élu. Il reprend le goût pour les affaires valdôtaines dans les dernières années de sa vie. En 1974, il est parmi les fondateurs de l'Institut historique de la Résistance en Vallée d'Aoste.

## Hommages
En son hommage, une rue à Aoste lui a été intitulée, ainsi que l'Institut supérieur technique « Binel - Viglino » à Pont-Saint-Martin.

## Ouvrage
- (it) Cronaca di un valdostano, Aoste, Institut historique de la Résistance, 1983, 109 p. (OCLC 407115517, SUDOC 00383333X)